# Prix de l'Arc de Triomphe

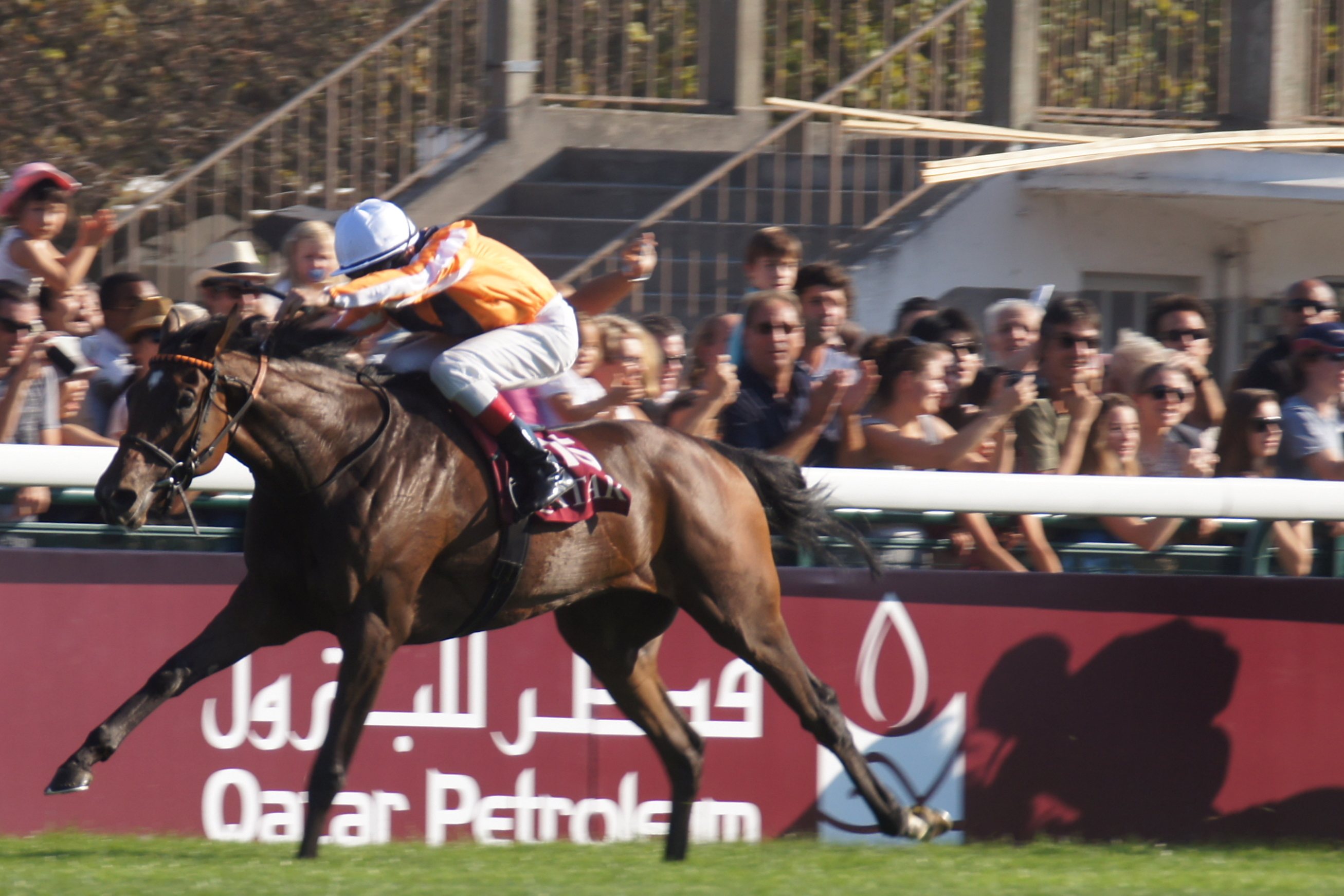
Danedream vence em 2011

Prix de l'Arc de Triomphe é a prova de turfe mais importante da França, e atualmente a mais conceituada internacionalmente em pista de grama da Europa , Grupo I, disputada no Hipódromo de Longschamp em Paris. Destinada para cavalos thoroughbreds de 3 anos e mais idade em corrida em grama, de galope plano em 2400 metros no sentido right-handed (horário).  Atualmente esta anteposto ao nome original a palavra Qatar, pelo patrocinio. O premio ao vencedor em 2009 foi 4.000.000 de euros.

## Dia da competição
Em outubro, no primeiro domingo, dentro do Prix de l'Arc de Triomphe weekend.

## Vencedores
| Ano  | Vencedor           | Idade | Joquei               | Treinador             | Proprietário                         | Tempo   |
| 1920 | Comrade            | 3     | Frank Bullock        | Peter Gilpin          | Evremond de Saint-Alary              | 2:39.0  |
| 1921 | Ksar               | 3     | George Stern         | Walter R. Walton      | Mrs Edmond Blanc                     | 2:34.8  |
| 1922 | Ksar               | 4     | Frank Bullock        | Walter R. Walton      | Mrs Edmond Blanc                     | 2:38.8  |
| 1923 | Parth              | 3     | Frank O'Neill        | James H. Crawford     | A. Kingsley Macomber                 | 2:38.2  |
| 1924 | Massine            | 4     | Albert Sharpe        | Elijah Cunnington     | Henry Ternynck                       | 2:40.8  |
| 1925 | Priori [1]         | 3     | Marcel Allemand      | Percy Carter          | Gérard de Chavagnac                  | 2:33.8  |
| 1926 | Biribi             | 3     | Domingo Torterolo    | Juan Torterolo        | Simon Guthmann                       | 2:32.8  |
| 1927 | Mon Talisman       | 3     | Charles Semblat      | Frank Carter          | Edouard Martinez de Hoz              | 2:32.8  |
| 1928 | Kantar             | 3     | Arthur Esling        | Richard Carver        | Ogden L. Mills                       | 2:38.8  |
| 1929 | Ortello            | 3     | Paolo Caprioli       | Willy Carter          | Giuseppe del Montel                  | 2:42.8  |
| 1930 | Motrico            | 5     | Marcel Fruhinsholtz  | Maurice d'Okhuysen    | Max de Rivaud                        | 2:44.8  |
| 1931 | Pearl Cap          | 3     | Charles Semblat      | Frank Carter          | Diana Esmond                         | 2:38.8  |
| 1932 | Motrico            | 7     | Charles Semblat      | Maurice d'Okhuysen    | Max de Rivaud                        | 2:44.6  |
| 1933 | Crapom             | 3     | Paolo Caprioli       | Frederico Regoli      | Mario Crespi                         | 2:41.6  |
| 1934 | Brantome           | 3     | Charles Bouillon     | Lucien Robert         | Edouard A. de Rothschild             | 2:41.8  |
| 1935 | Samos              | 3     | Walter Sibbritt      | Frank Carter          | Evremond de Saint-Alary              | 2:42.6  |
| 1936 | Corrida            | 4     | Charlie Elliott      | John E. Watts         | Marcel Boussac                       | 2:38.6  |
| 1937 | Corrida            | 5     | Charlie Elliott      | John E. Watts         | Marcel Boussac                       | 2:33.9  |
| 1938 | Eclair au Chocolat | 3     | Charles Bouillon     | Lucien Robert         | Edouard A. de Rothschild             | 2:39.8  |
| 1939 | no race 1939–40    |       |                      |                       |                                      |         |
| 1941 | Le Pacha           | 3     | Paul Francolon       | John Cunnington       | Philippe Gund                        | 2:36.2  |
| 1942 | Djebel             | 5     | Jacques Doyasbère    | Charles Semblat       | Marcel Boussac                       | 2:37.9  |
| 1943 | Verso II [2]       | 3     | Guy Duforez          | Charles Clout         | Hubert de Chambure                   | 2:33.4  |
| 1944 | Ardan [2]          | 3     | Jacques Doyasbère    | Charles Semblat       | Marcel Boussac                       | 2:35.0  |
| 1945 | Nikellora          | 3     | Rae Johnstone        | René Pelat            | Mrs Robert Patureau                  | 2:34.8  |
| 1946 | Caracalla          | 4     | Charlie Elliott      | Charles Semblat       | Marcel Boussac                       | 2:33.3  |
| 1947 | Le Paillon         | 5     | Fernand Rochetti     | William Head          | Lucienne Aurousseau                  | 2:33.4  |
| 1948 | Migoli             | 4     | Charles Smirke       | Frank Butters         | HH Aga Khan III                      | 2:31.6  |
| 1949 | Coronation         | 3     | Roger Poincelet      | Charles Semblat       | Marcel Boussac                       | 2:33.2  |
| 1950 | Tantieme           | 3     | Jacques Doyasbère    | François Mathet       | François Dupré                       | 2:34.2  |
| 1951 | Tantieme           | 4     | Jacques Doyasbère    | François Mathet       | François Dupré                       | 2:32.8  |
| 1952 | Nuccio             | 4     | Roger Poincelet      | Alec Head             | HH Aga Khan III                      | 2:39.8  |
| 1953 | La Sorellina       | 3     | Maurice Larraun      | Etienne Pollet        | Paul Duboscq                         | 2:31.8  |
| 1954 | Sica Boy           | 3     | Rae Johnstone        | Pierre Pelat          | Mrs Jean Cochery                     | 2:36.3  |
| 1955 | Ribot              | 3     | Enrico Camici        | Ugo Penco             | Mario della Rocchetta                | 2:35.6  |
| 1956 | Ribot              | 4     | Enrico Camici        | Ugo Penco             | Mario della Rocchetta                | 2:34.8  |
| 1957 | Oroso              | 4     | Serge Boullenger     | Daniel Lescalle       | Raoul Meyer                          | 2:33.4  |
| 1958 | Ballymoss          | 4     | Scobie Breasley      | Vincent O'Brien       | John McShain                         | 2:37.9  |
| 1959 | Saint Crespin [3]  | 3     | George Moore         | Alec Head             | Prince Aly Khan                      | 2:33.3  |
| 1960 | Puissant Chef      | 3     | Maxime Garcia        | C. W. Bartholomew     | Henry Aubert                         | 2:44.0  |
| 1961 | Molvedo            | 3     | Enrico Camici        | Armando Maggi         | Egidio Verga                         | 2:38.4  |
| 1962 | Soltikoff          | 3     | Marcel Depalmas      | René Pelat            | Simone Del Duca                      | 2:30.9  |
| 1963 | Exbury             | 4     | Jean Deforge         | Geoffroy Watson       | Guy de Rothschild                    | 2:35.0  |
| 1964 | Prince Royal       | 3     | Roger Poincelet      | Georges Bridgland     | Rex C. Ellsworth                     | 2:35.5  |
| 1965 | Sea Bird           | 3     | Pat Glennon          | Etienne Pollet        | Jean Ternynck                        | 2:35.5  |
| 1966 | Bon Mot            | 3     | Freddy Head          | William Head          | Walter Burmann                       | 2:39.8  |
| 1967 | Topyo              | 3     | Bill Pyers           | C. W. Bartholomew     | Suzy Volterra                        | 2:38.2  |
| 1968 | Vaguely Noble      | 3     | Bill Williamson      | Etienne Pollet        | Wilma Franklyn                       | 2:35.2  |
| 1969 | Levmoss            | 4     | Bill Williamson      | Seamus McGrath        | Seamus McGrath                       | 2:29.0  |
| 1970 | Sassafras          | 3     | Yves Saint-Martin    | François Mathet       | Arpad Plesch                         | 2:29.7  |
| 1971 | Mill Reef          | 3     | Geoff Lewis          | Ian Balding           | Paul Mellon                          | 2:28.3  |
| 1972 | San San            | 3     | Freddy Head          | Angel Penna, Sr.      | Countess Batthyany                   | 2:28.3  |
| 1973 | Rheingold          | 4     | Lester Piggott       | Barry Hills           | Henry Zeisel                         | 2:35.8  |
| 1974 | Allez France       | 4     | Yves Saint-Martin    | Angel Penna, Sr.      | Daniel Wildenstein                   | 2:36.9  |
| 1975 | Star Appeal        | 5     | Greville Starkey     | Theo Grieper          | Waldemar Zeitelhack                  | 2:33.6  |
| 1976 | Ivanjica           | 4     | Freddy Head          | Alec Head             | Jacques Wertheimer                   | 2:39.4  |
| 1977 | Alleged            | 3     | Lester Piggott       | Vincent O'Brien       | Robert Sangster                      | 2:30.6  |
| 1978 | Alleged            | 4     | Lester Piggott       | Vincent O'Brien       | Robert Sangster                      | 2:36.5  |
| 1979 | Three Troikas      | 3     | Freddy Head          | Criquette Head        | Ghislaine Head                       | 2:28.9  |
| 1980 | Detroit            | 3     | Pat Eddery           | Olivier Douieb        | Robert Sangster                      | 2:28.0  |
| 1981 | Gold River         | 4     | Gary W. Moore        | Alec Head             | Jacques Wertheimer                   | 2:35.2  |
| 1982 | Akiyda             | 3     | Yves Saint-Martin    | François Mathet       | HH Aga Khan IV                       | 2:37.0  |
| 1983 | All Along          | 4     | Walter Swinburn      | Patrick Biancone      | Daniel Wildenstein                   | 2:28.1  |
| 1984 | Sagace             | 4     | Yves Saint-Martin    | Patrick Biancone      | Daniel Wildenstein                   | 2:39.1  |
| 1985 | Rainbow Quest [4]  | 4     | Pat Eddery           | Jeremy Tree           | Khalid Abdullah                      | 2:29.5  |
| 1986 | Dancing Brave      | 3     | Pat Eddery           | Guy Harwood           | Khalid Abdullah                      | 2:27.7  |
| 1987 | Trempolino         | 3     | Pat Eddery           | André Fabre           | Moussac / McNall                     | 2:26.3  |
| 1988 | Tony Bin           | 5     | John Reid            | Luigi Camici          | Veronica del Bono Gaucci             | 2:27.3  |
| 1989 | Carroll House      | 4     | Michael Kinane       | Michael Jarvis        | Antonio Balzarini                    | 2:30.8  |
| 1990 | Saumarez           | 3     | Gérald Mossé         | Nicolas Clément       | McNall / Gretzky                     | 2:29.8  |
| 1991 | Suave Dancer       | 3     | Cash Asmussen        | John Hammond          | Henri Chalhoub                       | 2:31.4  |
| 1992 | Subotica           | 4     | Thierry Jarnet       | André Fabre           | Olivier Lecerf                       | 2:39.0  |
| 1993 | Urban Sea          | 4     | Eric Saint-Martin    | Jean Lesbordes        | David Tsui                           | 2:37.9  |
| 1994 | Carnegie           | 3     | Thierry Jarnet       | André Fabre           | Sheikh Mohammed                      | 2:31.1  |
| 1995 | Lammtarra          | 3     | Frankie Dettori      | Saeed bin Suroor      | Saeed bin M. Al Maktoum              | 2:31.8  |
| 1996 | Helissio           | 3     | Olivier Peslier      | Elie Lellouche        | Enrique Sarasola                     | 2:29.9  |
| 1997 | Peintre Celebre    | 3     | Olivier Peslier      | André Fabre           | Daniel Wildenstein                   | 2:24.6  |
| 1998 | Sagamix            | 3     | Olivier Peslier      | André Fabre           | Jean-Luc Lagardère                   | 2:34.5  |
| 1999 | Montjeu            | 3     | Michael Kinane       | John Hammond          | Michael Tabor                        | 2:38.5  |
| 2000 | Sinndar            | 3     | Johnny Murtagh       | John Oxx              | HH Aga Khan IV                       | 2:25.8  |
| 2001 | Sakhee             | 4     | Frankie Dettori      | Saeed bin Suroor      | Godolphin                            | 2:36.1  |
| 2002 | Marienbard         | 5     | Frankie Dettori      | Saeed bin Suroor      | Godolphin                            | 2:26.7  |
| 2003 | Dalakhani          | 3     | Christophe Soumillon | Alain de Royer-Dupré  | HH Aga Khan IV                       | 2:32.3  |
| 2004 | Bago               | 3     | Thierry Gillet       | Jonathan Pease        | Niarchos Family                      | 2:25.0  |
| 2005 | Hurricane Run      | 3     | Kieren Fallon        | André Fabre           | Michael Tabor                        | 2:27.4  |
| 2006 | Rail Link          | 3     | Stéphane Pasquier    | André Fabre           | Khalid Abdullah                      | 2:26.3  |
| 2007 | Dylan Thomas       | 4     | Kieren Fallon        | Aidan O'Brien         | Magnier / Tabor                      | 2:28.5  |
| 2008 | Zarkava            | 3     | Christophe Soumillon | Alain de Royer-Dupré  | HH Aga Khan IV                       | 2:28.8  |
| 2009 | Sea the Stars      | 3     | Michael Kinane       | John Oxx              | Christopher Tsui                     | 2:26.3  |
| 2010 | Workforce          | 3     | Ryan L. Moore        | Sir Michael Stoute    | Prince Khalid Abdullah               | 2:35.3  |
| 2011 | Danedream          | 3     | Andrasch Starke      | Peter Schiergen       | Burg Eberstein / Yoshida             | 2:24.49 |
| 2012 | Solemia            | 4     | Olivier Peslier      | Carlos Laffon-Parias  | Wertheimer et Frère                  | 2:37:68 |
| 2013 | Treve              | 3     | Thierry Jarnet       | Criquette Head-Maarek | Joaan bin Hamad bin Khalifa Al Thani | 2:32:04 |

1  Cadum Chegou em primeiro lugar em 1925, mas foi distanciado para segundo após  Stewards' Inquiry.

2  As edições de 1943 e 1944 foram corridas em Le Tremblay na distância de  2.300 metros.

3  Midnight Sun empatou em primeiro lugar em 1959, mas foi distanciado para segundo após o Stewards' Inquiry.

4  Sagace chegou em primeiro lugar em 1985, mas foi distanciado para segundo após o  Stewards' Inquiry.